# Да лъжеш, за да живееш
Да лъжеш, за да живееш (на испански: Mentir para vivir), или Да те преживея (на испански: Sobrevivir a ti), е мексиканска теленовела от 2013 г., създадена от Мария Саратини, режисирана от Бенхамин Кан и Родриго Сунбос и продуцирана от Роси Окампо за Телевиса.
В главните роли са Майрин Вилянуева и Давид Сепеда, а в отрицателните – Диего Оливера, Алтаир Харабо, Летисия Пердигон и Алехандро Спейцер. Специално участие вземат първите актриси Сесилия Габриела и Адриана Роел.

## Сюжет
Ориана Калигарис и Хосе Луис Фалкон са мексиканска двойка, която има дъщеря – 6-годишната Алина. Семейството живее в Колумбия.
Хосе Луис, който работи в колумбийските митници, признава на съпругата си, че полицията ги издирва, защото участва в контрабанди, а също така е депозирал парите от сметката ѝ. Ето защо, Ориана е замесена в престъпленията, без да е направила нещо незаконно. Разочарована, тя бяга в Мексико с Алина, където търси помощ от приятелката си, Ракел Ледесма, която с Лусина Гонсалес са собственици на хотел „Отдих“ в Сан Карлос, щата Сонора.
Сред гостите на хотела е дон Габриел Санчес, стар приятел на Лусина, съдружник в голяма предачна и тъкачна фабрика в Ермосильо. Дон Габриел има втори брак. Женен е за Лила Мартин, амбициозна жена, която е с 20 години по-млада от него, чийто брат Берто е негодяй. От първия си брак Габриел има двама сина – Рикардо, успешен инженер, и Себастиан, бунтар в тийнейджърска възраст.
Един ден, докато Габриел е с Алина, се чува изстрел и той пада мъртъв. Изглежда, че детето случайно е убило мъжа, но Лусина поема контрола над ситуацията и решава да защити майката и дъщерята, изпращайки ги в град Гуаймас. Скоро след случилото се, Рикардо пристига в Сан Карлос, за да прибере тялото на бъща си, както и да инициира разследване, тъй като е информиран, че главният заподозрян е една жена, придружена от дъщеря ѝ.
В тези дни, в хотела е отседнала Инес Валдивия, странна и самотна млада жена, която внезапно умира. За да защити Ориана, Лусина взима документите на Инес и ги дава на Ориана, която да се представя под тази самоличност.
Животът на Ориана продължава да ѝ поднася неприятни изненади – Хосе Луис е убит в Колумбия.
Седмици по-късно, в хотела пристига детектив, изпратен от доня Палома Арести, богата старица, която издирва внучката си Инес, като единствена нейна наследница, и която никога не е виждала. Лусина предава на детектива четката за коса на Инес, за да може да се направи ДНК анализ, с който да се потвърди, че е внучка на Палома.
Ориана, представяйки се за Инес, е открита от дона Палома, която я отвежда да живее в дома ѝ. Там Ориана се запознава с Рикардо, кръщелник и съдружник на Палома във фабриката.
Привличането между Ориана и Рикардо е незабавно, но те и не подозират колко лъжи и тайни има между тях. Обстоятелствата се усложняват, когато Хосе Луис, който всъщност не е мъртъв, се връща в Мексико, решен да си върне семейството. Той се включва в играта, съставена от истини и лъжи, докато най-накрая любовта тържествува.

## Актьори
Част от актьорския състав:
- Майрин Вилянуева – Ориана Калигарис де Фалкон / Инес Валдивия
- Давид Сепеда – Рикардо Санчес Бретон
- Диего Оливера – Хосе Луис Фалкон / Франсиско Кастро
- Сесилия Габриела – Лусина Гонсалес
- Алтаир Харабо – Ракел Ледесма
- Адриана Роел – Палома Арести
- Летисия Пердигон – Матилде Арести
- Нурия Бахес – Фиделия Бретон
- Лурдес Мунгия – Лиля Мартин де Санчес
- Фердинандо Валенсия – Берто Мартин
- Алберто Агнеси – Антонио Араухо
- Ана Паула Мартинес – Алина Фалкон Калигарис / Каталина Валдивия
- Алехандо Спейцер – Себастиан Санчес Бретон
- Фелипе Нахера – Отец Мариано
- Мариана Гарса – Мария Хименес
- Фабиан Роблес – Пиеро Верастеги
- Марилус Бермудес – Марилу Тапия Бретон
- Луис Фернандо Пеня – Елисео
- Освалдо де Леон – Леонардо Олвера де ла Гарса
- Мария Прадо – Елвира
- Игнасио Касано – Мике Родригес
- Дулсе Мария – Хоакина Бараган Тоскано
- Алехандро Томаси – Габриел Санчес
- Лайша Уилкинс – Инес Валдивия
- Фернанда Руисос – Социална работничка
- Кика Едгар – Селесте Флорес
- Раймундо Капетийо – Съдия Едмундо Валенсия
- Рене Варси – Д-р Марилин Ломели
- Кета Лават – Мерседес

## Премиера
Премиерата на Да лъжеш, за да живееш е на 3 юни 2013 г. по Canal de las Estrellas. Последният 101. епизод е излъчен на 20 октомври 2013 г.

## DVD
Група Телевиса издава теленовелата за продажба и в DVD формат.

## Награди и номинации
| 2014 | Награди TvyNovelas 2014 |                                          |                                |            |
| 2014 | Награди TvyNovelas 2014 | Най-добра теленовела                     | Роси Окампо                    | Номинирана |
| 2014 | Награди TvyNovelas 2014 | Теленовела мултиплатформа                | Роси Окампо                    | Номинирана |
| 2014 | Награди TvyNovelas 2014 | Най-добра актриса в главна роля          | Майрин Вилянуева               | Номинирана |
| 2014 | Награди TvyNovelas 2014 | Най-добър актьор в главна роля           | Давид Сепеда                   | Номиниран  |
| 2014 | Награди TvyNovelas 2014 | Най-добра актриса в отрицателна роля     | Алтаир Харабо                  | Номинирана |
| 2014 | Награди TvyNovelas 2014 | Най-добър актьор в отрицателна роля      | Диего Оливера                  | Номиниран  |
| 2014 | Награди TvyNovelas 2014 | Най-добър пръв актьор                    | Патрисио Кастийо               | Номиниран  |
| 2014 | Награди TvyNovelas 2014 | Най-добър млад актьор                    | Алехандро Спейцер              | Печели     |
| 2014 | Награди TvyNovelas 2014 | Най-добра актриса в поддържаща роля      | Сесилия Габриела               | Номинирана |
| 2014 | Награди TvyNovelas 2014 | Най-добър актьор в поддържаща роля       | Фелипе Нахера                  | Печели     |
| 2014 | Награди TvyNovelas 2014 | Най-добра актриса във второстепенна роля | Летисия Пердигон               | Номинирана |
| 2014 | Награди TvyNovelas 2014 | Най-добър актьор във второстепенна роля  | Хуан Карлос Барето             | Номиниран  |
| 2014 | Награди TvyNovelas 2014 | Най-добър сценарий или адаптация         | Мария Саратини Клаудия Веласко | Номинирани |
| 2014 | Награди TvyNovelas 2014 | Най-добър режисьор                       | Бенхамин Кан Родриго Сунбос    | Печелят    |

## Промяна на заглавието
През 2018 г. срещу Телевиса е подаден съдебен иск от мексиканския бизнесмен Рикардо Валадер за неправомерно използване на заглавието на книгата му Mentir para vivir („Да лъжеш, за да живееш“). Съдът се произнася в полза на автора и компанията е принудена да плати 40% от търговските приходи, получени от теленовелата. По същото време 19 държави излъчват поредицата, но остават извън съдебния процес. Компанията обжалва решението на съда, но без успех.
През 2023 г. Телевиса добавя теленовелата в каталога на своята стрийминг платформа Vix със заглавието Да те преживея („Sobrevivir a ti“).